# Krpy
Krpy jsou součástí obce Kropáčova Vrutice v okrese Mladá Boleslav, u hranice s okresem Mělník.

## Historie
První písemná zmínka o vesnici pochází z roku 1352.
Na návsi se nachází obchod.

## Pamětihodnosti
Kostel Stětí svatého Jana Křtitele byl postaven kolem roku 1350. Kostel spadá pod farnost Nebužely. Kolem kostela se nachází starý hřbitov.
Dolní částí Krp protéká Košátecký potok a nachází se zde historický mlýn, který je uváděn v Registrech panství od roku 1594.